# لاو مانتولا
لاو مانتولا (انگلیسی: Lav Mantula; ۸ دسامبر ۱۹۲۸ – ۱ دسامبر ۲۰۰۸) بازیکن فوتبال اهل یوگسلاوی بود.
از باشگاه‌هایی که در آن بازی کرده‌است می‌توان به باشگاه فوتبال دینامو زاگرب، باشگاه فوتبال سروت ۱۸۹۰، باشگاه فوتبال سیون، باشگاه فوتبال زاگرب، و باشگاه فوتبال سارایوو اشاره کرد.
وی همچنین در تیم ملی فوتبال یوگسلاوی بازی کرده‌است.